# Stična
Stična – wieś w Słowenii, w gminie Ivančna Gorica. W 2018 roku liczyła 884 mieszkańców.
Jest położona w Dolnej Krainie, 35 km na południowy wschód od Lublany. W 1136 roku założono tu klasztor cystersów.

## Zabytki
- Klasztor Cystersów w Stičnej – najstarszy klasztor w Słowenii[3].
- Bazylika Matki Boskiej Bolesnej w Stičnej